# Telipogon papilio
Telipogon papilio es una especie  de orquídea epifita. Es originaria de Sudamérica.

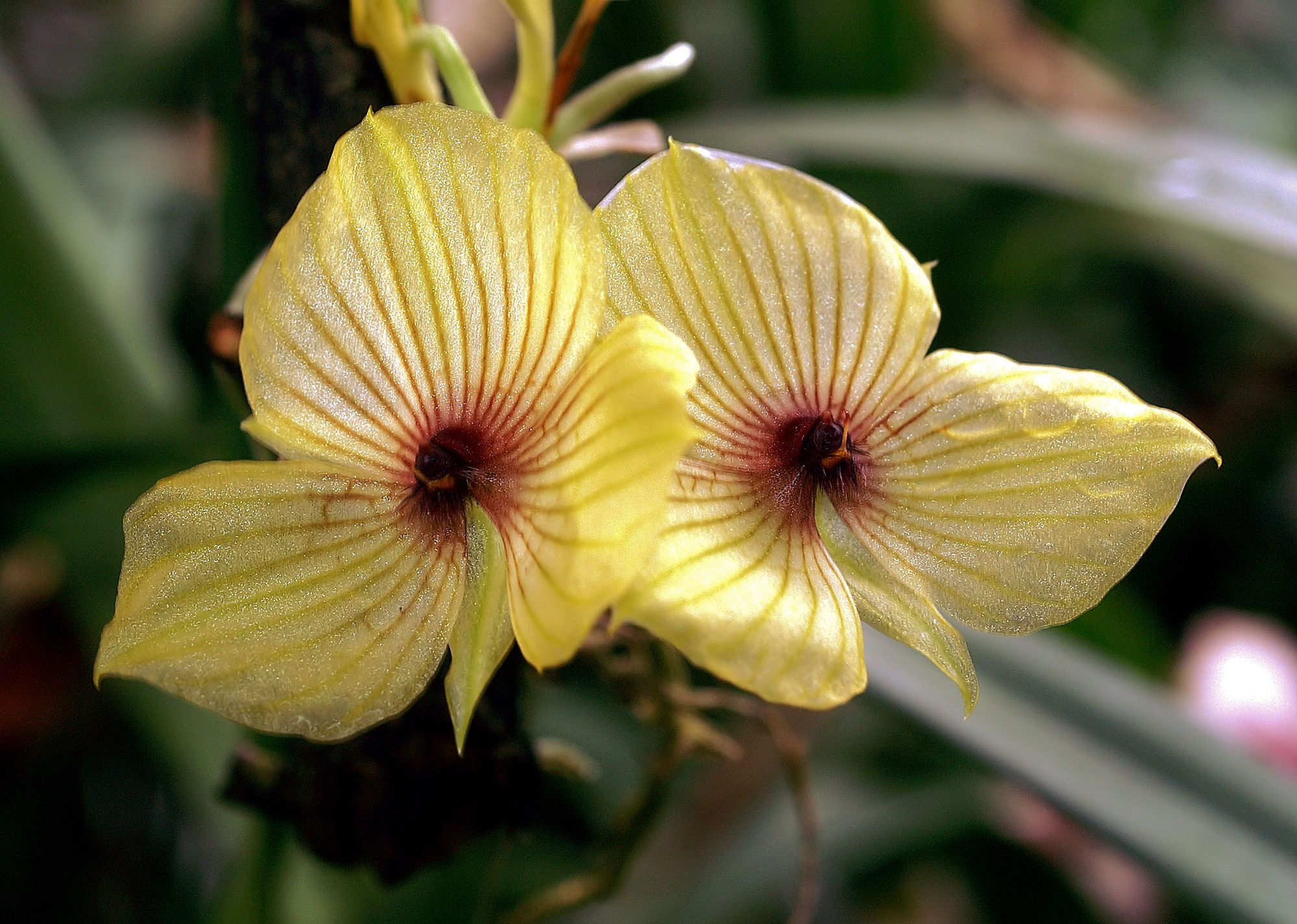
Flor

## Descripción
Es una orquídea de pequeño tamaño, con hábitos de epífita que aparecen en  un tronco corto envuelto completamente por vainas dísticas, imbricadas que llevan hojas estrechamente oblongo-obovadas, agudas, apiculadss que se van estrechando gradualmente hacia la base conduplicada y se articula con la vaina. Florece en una inflorescencia delgada, erguida de 15 cm  de largo, con hasta 7 flores que aparecen sucesivamente individuales, las flores son ovadas,  cóncava, con brácteas florales con forma de barco. La planta muere  después de la floración para descansar hasta la próxima temporada de crecimiento por lo que no se debe tirar hasta que se esté seguro de que está muerta.

## Distribución y hábitat
Se encuentra en Ecuador, Perú y Bolivia en húmedos bosques nublados montanos en elevaciones alrededor de 2800-3000 metros. 

## Taxonomía
Telipogon papilio fue descrita por Rchb.f. & Warsz. y publicado en Bonplandia 2: 101. 1854.
Etimología
Telipogon: nombre genérico que deriva de las palabras griegas: "telos", que significa final o punto y "pogon" igual a "barba", refiriéndose a los pelos en la columna de las flores.
papilio: epíteto latíno que significa "como mariposa".
Sinonimia
- Telipogon warszewiczii Rchb.f.[4][5]